# جورج جانستون (بازیکن فوتبال، زاده ۱۹۹۸)
جورج جانستون (انگلیسی: George Johnston؛ زادهٔ ۱ سپتامبر ۱۹۹۸) بازیکن فوتبال اهل بریتانیا است.
وی همچنین در تیم‌های ملی فوتبال Scotland national under-20 football team و زیر ۲۱ سال اسکاتلند بازی کرده‌است.